# Nachisme
 (juin 2023).
La mise en forme du texte ne suit pas les recommandations de Wikipédia : il faut le « wikifier ».
Les points d'amélioration suivants sont les cas les plus fréquents. Le détail des points à revoir est peut-être précisé sur la page de discussion.
- Les titres sont pré-formatés par le logiciel. Ils ne sont ni en capitales, ni en gras.
- Le texte ne doit pas être écrit en capitales (les noms de famille non plus), ni en gras, ni en italique, ni en « petit »…
- Le gras n'est utilisé que pour surligner le titre de l'article dans l'introduction, une seule fois.
- L'italique est rarement utilisé : mots en langue étrangère, titres d'œuvres, noms de bateaux, etc.
- Les citations ne sont pas en italique mais en corps de texte normal. Elles sont entourées par des guillemets français : « et ».
- Les listes à puces sont à éviter, des paragraphes rédigés étant largement préférés. Les tableaux sont à réserver à la présentation de données structurées (résultats, etc.).
- Les appels de note de bas de page (petits chiffres en exposant, introduits par l'outil «  Source ») sont à placer entre la fin de phrase et le point final[comme ça].
- Les liens internes (vers d'autres articles de Wikipédia) sont à choisir avec parcimonie. Créez des liens vers des articles approfondissant le sujet. Les termes génériques sans rapport avec le sujet sont à éviter, ainsi que les répétitions de liens vers un même terme.
- Les liens externes sont à placer uniquement dans une section « Liens externes », à la fin de l'article. Ces liens sont à choisir avec parcimonie suivant les règles définies. Si un lien sert de source à l'article, son insertion dans le texte est à faire par les notes de bas de page.
- La présentation des références doit suivre les conventions bibliographiques. Il est recommandé d'utiliser les modèles {{Ouvrage}}, {{Chapitre}}, {{Article}}, {{Lien web}} et/ou {{Bibliographie}}. Le mode d'édition visuel peut mettre en forme automatiquement les références.
- Insérer une infobox (cadre d'informations à droite) n'est pas obligatoire pour parachever la mise en page.

Pour une aide détaillée, merci de consulter Aide:Wikification.
Si vous pensez que ces points ont été résolus, vous pouvez retirer ce bandeau et améliorer la mise en forme d'un autre article.
 (mai 2023).
Le nachisme (russe : нашизм) et les nashistes sont des néologismes politiques russes post-soviétiques dérivés du mot "наши" (nachi, "ceux qui sont les nôtres", c'est-à-dire ceux de l'endogroupe). Le mot est utilisé pour désigner diverses formes de vision du monde fondées sur la primauté du « nôtre » sur les «étrangers» (comparable à la cosa nostra , « notre chose »). Divers journalistes, politiciens et politologues russes attribuent différentes significations à ce mot.

## «Nachi» de Nevzorov
Le mot a été inventé pour la première fois par Alexandre Nevzorov, le présentateur de l'émission de télévision russe 600 Secondes. En janvier 1991, Nevzorov a produit un documentaire et une série controversée de reportages télévisés de Vilnius intitulés "Nôtres" (Nachi), sur les actions des spetsnaz soviétiques lors des événements de janvier, lorsque les forces militaires soviétiques ont tenté d'écraser l'indépendance déclarée de la Lituanie, dans lequel Nevzorov était nettement favorable aux actions soviétiques.
Comme l'a écrit Jules Evans, journaliste indépendant, dans un reportage depuis l'Union soviétique:

« le journaliste Aleksander Nevzorov est apparu à la télévision, debout devant les manifestants en Lituanie tenant une Kalachnikov. Sur la musique de Richard Wagner (un Allemand), Nevzorov a déclaré la naissance d'une nouvelle idée - 'Nachi'. "Nachi est un cercle de personnes – que ce soit énorme, colossal, multimillionnaire – à qui l'on est lié par une langue, un sang et une patrie en communs. »

En novembre 1991, Nevzorov a créé le Mouvement populaire de libération « Nachi », qu'il a défini comme « un front uni de résistance à la politique anti-nationale de l'administration actuelle de la Russie et des autres républiques fédérées de l'ex-URSS ». Son insigne contenait le contour de l'URSS avec les mots "НАШИ" (les nôtres) à l'intérieur. Des participants proéminents dans le mouvement était Viktor Alksnis. "Nachi" de Nevzorov a été de courte durée. Le mot naturellement inventé "Nachistes" en référence aux partisans du mouvement "Nachi" a immédiatement invoqué la rime avec le mot "fascistes" comme un indice de la position impériale du mouvement en faveur de l'indivisibilité de l'Union soviétique, en particulier, leur justification de l'utilisation de la force militaire à cette fin.